# Majakowskiring
Der Majakowskiring ist ein oval-geschlossener Straßenzug und namensgebend für die dortige Ortslage im Ortsteil Niederschönhausen des Berliner Verwaltungsbezirks Pankow. Nach 1945 erklärte die sowjetische Besatzungsmacht das gesamte Areal zum Sperrgebiet, das auf dem Passierschein als „Städtchen“ bezeichnet wurde. Das Wohnviertel wurde nach der Gründung der DDR von der SED übernommen und ab 1949 in ein abgesperrtes Wohngebiet für die Machtelite der DDR-Führung umgewandelt. Die Immobilien wurden beschlagnahmt und teilweise enteignet.

## Lage und Geschichte
Der Majakowskiring verläuft von der westlich gelegenen Grabbeallee, die hier ein Teil der Bundesstraße 96a ist, bis zu der östlich am Park des Schlosses Schönhausen befindlichen Ossietzkystraße. Der Ring aus Kronprinzen- (der nördliche Streckenverlauf) und Viktoriastraße (der südliche Teil des Straßenzuges) erhielt am 4. Mai 1950 den Namen des russischen Dichters Majakowski. Zunächst hatte der Ring für kurze Zeit Majakowskistraße geheißen.
Die anliegenden Häuser, die überwiegend Villen-Charakter haben, bewohnten überwiegend bis zu ihrer Flucht und Enteignung nach dem Krieg in erster Linie Industrielle. Vereinzelt erhielten die Alteigentümer für eine Übergangszeit aber auch Mietzahlungen, so im Fall des Hauses Nr. 29. Als die Eigentümer 1950 Ost-Berlin verließen, wurden auch sie enteignet.
Nachdem Architekten wie Hans Scharoun die Häuser im Sinne der neuen Bewohner umgebaut hatten, bewohnten sie bis zu ihrem Umzug in die Waldsiedlung Wandlitz Mitglieder der DDR-Regierung.
Der Majakowskiring im Ortsteil Niederschönhausen wurde auch als Totum pro parte „Pankow“ bezeichnet, da er in diesem Bezirk lag. 350 Meter nordöstlich befand sich der Amtssitz des Staatsoberhauptes der DDR, zunächst von 1949 bis 1960 des Präsidenten Wilhelm Pieck und nach dessen Tod bis 1964 des Staatsratsvorsitzenden Walter Ulbricht im Schloss Schönhausen. Pankow galt fortan auch als Metonymie für die DDR-Regierung. So sprach Konrad Adenauer von den „Herren in Pankoff“.
Die Häuser im Quartier waren schon 1945 von der sowjetischen Besatzungsmacht beschlagnahmt worden. Die Militärs hatten das Gebiet eingezäunt und es „Gorodok“ (russisch Городо́к =„Städtchen“) genannt. Die im Viertel am Majakowskiring wohnenden Regierungsvertreter schirmte später eine Mauer von der Außenwelt ab. Diese blieb auch nach dem Umzug der Politiker nach Wandlitz im Jahre 1960 erhalten. Erst als Lotte Ulbricht 1973 nach dem Tod ihres Mannes wieder in den Majakowskiring zurückkehren wollte, wurden die Sperren und Kontrollen aufgehoben. Jedoch untersagte man ihr, an ihren ursprünglichen Wohnsitz zurückzukehren, man wies ihr nunmehr das Haus Nummer 12 zu, in dem sie bis zu ihrem Tode 2002 lebte.

## Häuser und ihre Bewohner (Auswahl)

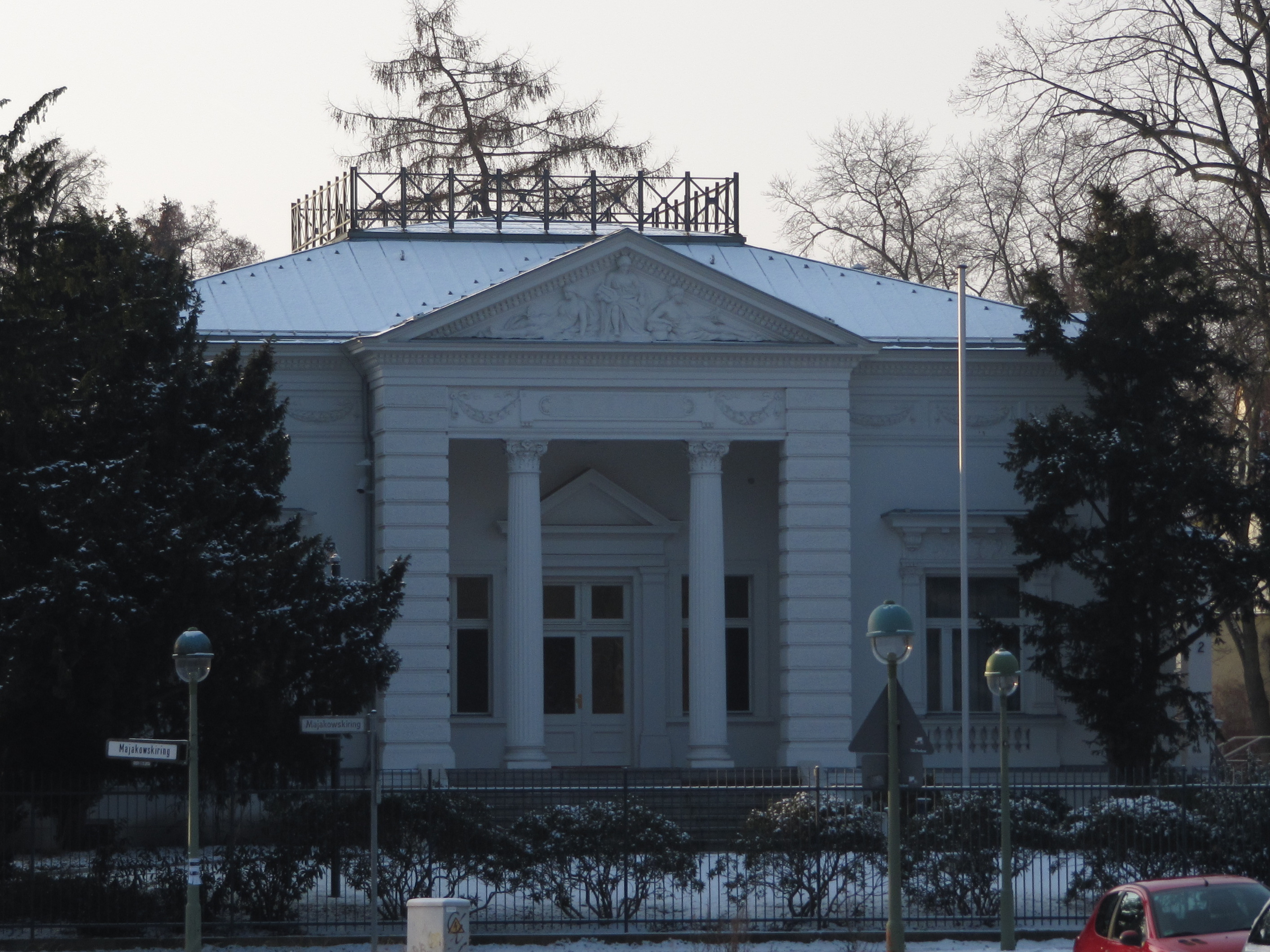
„Kasbaumsche Villa“ Majakowskiring 2, Dezember 2009

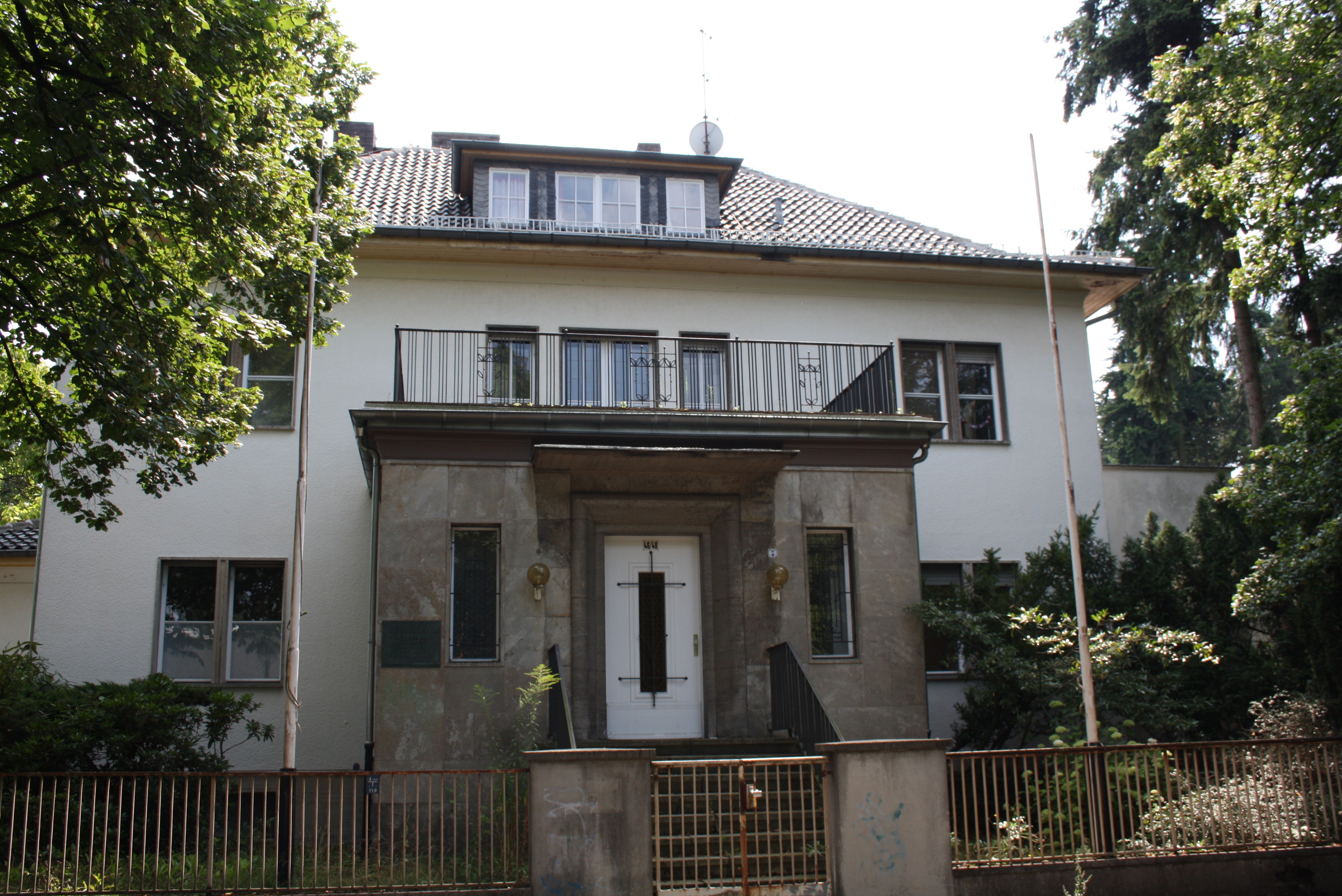
Wohnhaus Otto Grotewohl

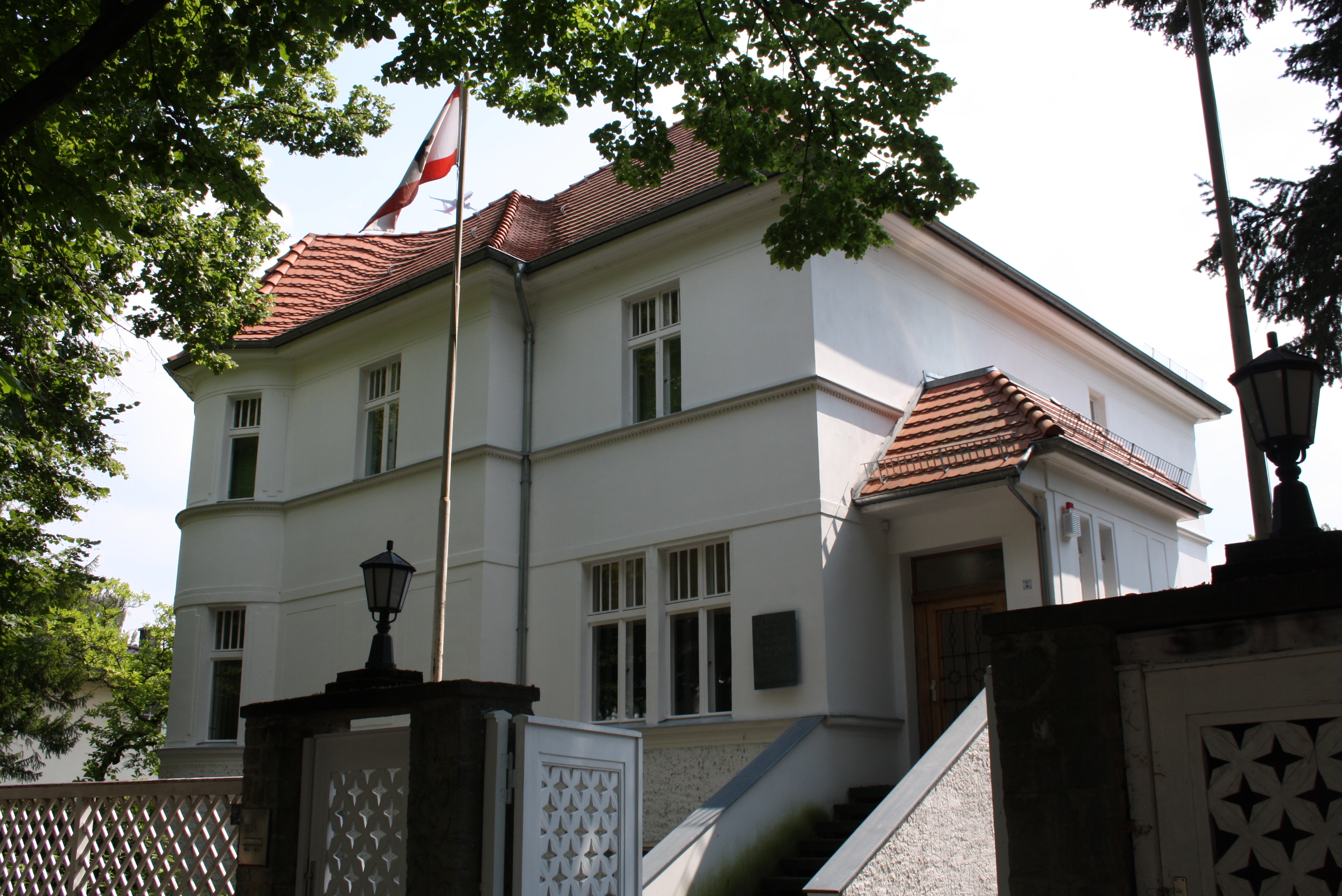
Wohnhaus Wilhelm Pieck

- Majakowskiring 2: Gästehaus der DDR-Regierung, frühere „Kasbaumsche Villa“ des Fotografen Richard Kasbaum.
- Majakowskiring 5, später 21, 55a: Horst Sindermann, Volkskammer-Präsident
- Majakowskiring 12: Lotte Ulbricht (nach dem Tode ihres Mannes 1973)
- Majakowskiring 13: Kindergarten der DDR-Regierung (heute Waldorfkindergarten)[7]
- Majakowskiweg (jetzt Rudolf-Ditzen-Weg) 14: Erich und Margot Honecker (1954–1960)
- Majakowskiring 23: Heinrich Rau, Minister für Maschinenbau und für Außen- und Innerdeutschen Handel
- Majakowskiring 26: Hermann Matern, seit 1949 Leiter der Partei-Kontrollkommission der SED
- Majakowskiring 28/30: Lotte und Walter Ulbricht; wurde 1975 gesprengt, um jegliche Erinnerung an Walter Ulbricht zu tilgen.
- Majakowskiring 29: 1959 bis September 1960 Dienstvilla von Wilhelm Pieck, einziger Präsident der DDR
  - bis 1976 Witwe und Tochter Pieck
  - ab 1977 Gästehaus der Ost-Berliner Oberbürgermeister
  - jetzt residiert dort „Rollmops“, ein Taxidienst für Rollstuhlfahrer.
- Majakowskiring 34: Johannes R. Becher, Dichter (u. a. „Auferstanden aus Ruinen“), erster DDR-Kulturminister.
- Majakowskiring 46/48: Otto Grotewohl, „1989 von bürgerbewegten Künstlern besetzt“,[8] „bis 1990 Clubhaus des Schriftstellerverbands der DDR“,[9] von 1991 bis 2001 Literaturwerkstatt,[10][11][12] seit 2006 Wohnhaus von Jasmin Tabatabai[13]
- Majakowskiring 47: Von der Errichtung des Gebäudes in den 1970er Jahren bis 1990 Residenz des polnischen Botschafters in Ost-Berlin, seit 2006 Zentrum für Historische Forschung Berlin der Polnischen Akademie der Wissenschaften
- Majakowskiring 55: Kurt Hager, galt spätestens ab 1959, als der Chefideologe der SED
- Majakowskiring 58: 1945–1950: Sowjetische Militärverbindungsmission (SMM)
  - 1951–1952: Georgi M. Puschkin (sowjetischer Diplomat und der erste Vertreter der Sowjetunion in Ost-Berlin)
  - 1952–1953: Rudolf Herrnstadt (bis 1953 Mitglied ZK der SED, Ausschluss 1954)
  - 1953–1955: Erich Honecker mit Ehefrau Edith Baumann
  - 1955–1963: Fred Oelßner, (Wirtschaftswissenschaftler und Mitglied im ZK der SED)
  - 1963–1989: Dienstgebäude der Hauptabteilung Personenschutz des MfS
  - 1990–1995: Berliner Werkgemeinschaft gGmbH für Behinderte
  - ab 1995: „KULTI“ Kinder- und Jugendfreizeithaus des Bezirksamts Pankow[14]
- Majakowskiring 59: Hilde Benjamin, Vizepräsidentin des Obersten Gerichts und spätere Justizministerin (das Haus wurde 1960 wegen Baufälligkeit abgerissen und sie zog in den Majakowskiweg, jetzt Rudolf-Ditzen-Weg 18 – 20; Vormieter war dort Markus Wolf)
- Majakowskiring 63: Günter Schabowski
- Majakowskiring 64: Willi Stoph, war Vorsitzender des Ministerrates und zeitweise Staatsoberhaupt

## Ausstellung
Im Juni 2009 eröffnete das Zentrum für Zeithistorische Forschung und dem Amt für Kultur und Bildung/Museumsverbund Pankow in den Torhäusern des Schlosses Schönhausen eine Dauerausstellung. Sie trägt den Titel „Die Pankower Machthaber. Der Majakowskiring und das Schloss Schönhausen nach 1945“ und dokumentiert die Geschichte des Pankower „Städtchens“ als Wohnviertel der DDR-Machtelite.

## Majakowskiweg
Der Majakowskiring wurde zweimal vom zur gleichen Zeit benannten Majakowskiweg gekreuzt. Dies führte oft zu Verwechslungen, bis der Majakowskiweg 1994 in Rudolf-Ditzen-Weg umbenannt wurde, nach dem hier 1947 zuletzt wohnenden Hans Fallada.